# 3477 Kazbegi
3477 Kazbegi este un asteroid din centura principală, descoperit pe 19 mai 1979 de Richard West.